# Pušovce
Pušovce est un village de Slovaquie situé dans la région de Prešov.

## Histoire
Première mention écrite du village en 1325.

## Démographie

### Évolution de la population
| Année:               | 1994. | 2004.   | 2014.   | 2024.   |
| -------------------- | ----- | ------- | ------- | ------- |
| Nombre de personnes: | 528   | 549     | 527     | 563     |
| Différence:          |       | +3,97 % | -4,00 % | +6,83 % |

| Année:               | 2023. | 2024.   |
| -------------------- | ----- | ------- |
| Nombre de personnes: | 545   | 563     |
| Différence:          |       | +3,30 % |